# Kazoo
En kazoo er et musikinstrument, der fungerer ved, at man nynner i den. En kazoo kan være lavet af både træ, plastik, metal, og glas. Den har en åbning i begge ender og en på toppen, og har en længde på 10-15 cm. De fleste er fremstillet af plastik (såsom polypropylen og HDPE). Af de udgaver, der er lavet af metal, er de fleste fremstillet af rustfrit stål, omend der også findes eksemplarer, der er fremstillet af guld eller sølv.
Instrumentet stammer med al sandsynlighed oprindeligt fra et afrikansk instrument, der hedder en mirliton, der blev brugt i forbindelse med religiøse ceremonier, omend den moderne kazoo blev opfundet i 1840'erne af en amerikaner, hvorefter den blev brugt af afroamerikanere i løbet af det 19. århundrede. Der blev taget patent på instrumentet i 1923.